# 篠原清興
篠原 清興（しのはら きよおき、生没年不詳）は、明治時代中期の浮世絵師。

## 来歴
小林清親の門人。真斎と号す。父は織物協会に勤める。明治の中頃に作画しており、明治30年（1897年）のころ没したといわれる。日清戦争に関する戦争絵などを多少見かけるのみである。

## 作品
- 「旅順口月下之攻撃」 大錦3枚続 明治27年（1894年） 大英図書館所蔵 松永作次郎版
- 「靖国神社大祭之図」　大錦3枚続　明治28年（1895年）　真斎清興の落款
- 「日本銀行落成之図」　大錦3枚続　明治29年（1896年）　江戸東京博物館所蔵